# Hunasavadi, Piriyapatna
Hunasavadi là một làng thuộc tehsil Piriyapatna, huyện Mysore, bang Karnataka, Ấn Độ.